# Bratislav Punoševac
Bratislav Punoševac (chirilice sârbești: Бpaтиcлaв Пунoшeвaц ;n. 9 iulie 1987 în Kruševac) este un fotbalist sârb. 
A semnat cu FC Oțelul Galați în decembrie 2010.

## Titluri
Oțelul Galați
- Liga I (1): 2010-2011[2]